# Zagaje (Cracovie)
Pour les articles homonymes, voir Zagaje.
Zagaje est une localité polonaise de la gmina d'Iwanowice, située dans le powiat de Cracovie en voïvodie de Petite-Pologne.